# Pagnona
Pagnona – miejscowość i gmina we Włoszech, w regionie Lombardia, w prowincji Lecco.
Według danych na rok 2004 gminę zamieszkiwało 439 osób, 54,9 os./km².

## Bibliografia

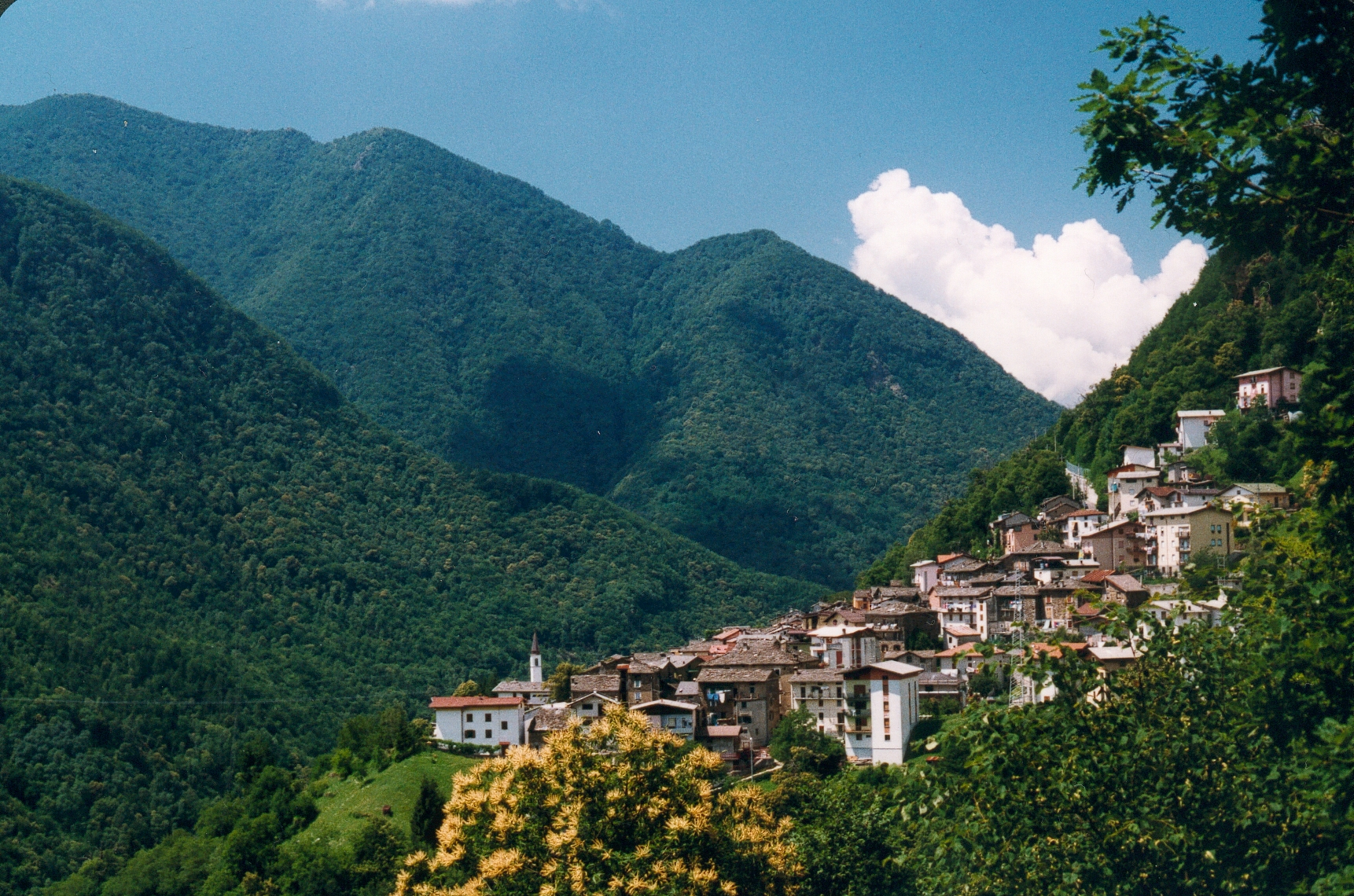
Pagnona